# Број (граматика)
Број је у граматици и лингвистици особина која у већини језика карактерише именице, придеве, заменице и често глаголе. У систему именица и заменица број представља количину (меру за број индивидуалних јединица). Број се у реченици може идентификовати из самог облика глагола (рецимо латински: amat — „волети”, amant — „они воле”). 

## Типови граматичког броја
Граматички број не одговара бројевима који описују прецизне математичке количине. У већини језика број описује неодређену количину. У већини савремених индоевропских језика појам граматичког броја се ограничава на опозицију једнина-множина. 
- једнина, означава јединку (предмет, особу) ;
- сингулатив, означава јединку у ансамблу састављеном из више јединица (бретонски, арапски) ;
- дуал, означава тачно две јединке (литвански, словеначки, горњолужичкосрпски, доњолужичкосрпски, старогрчки, санскрит, хебрејски, арапски, ескимски језици) ;
- триал [], означава тачно три јединке (може се наћи у неким аустралијским и аустронежанским језицима) ;
- квадриал, означава тачно четири јединке (пример је језик сурсурунга [] са Нове Ирске) ;
- паукал [], означава мали број јединки (у језицима варлпирском и хопском, у арапском за поједине именице, такође у руском и српском за бројеве мање од пет) ;
- плурал, означава више од једне јединке (или више од две у системима са дуалом, и слично) ;
- колектив, означава множину јединки које су део ансамбла (бретонски, старогрчки, у изузетним случајевима и енглески. Примери: енгл. the police are arriving) ;
- партитив, који означава известан део недељиве целине (примери су градивне именице у српском, енглеском и француском језику које користе облик једнине). Овај тип броја се обично изражава у генитиву.

Ниједан језик не користи све варијанте за изражавање множине. Језици се могу класификовати по карактеристичном систему граматичког броја:
- једнина ~ множина (француски, енглески, турски),
- једнина ~ дуал ~ множина (старогрчки, санскрит, словеначки),
- једнина ~ дуал ~ паукал ~ множина (хопски), итд.

Неки ретки језици, рецимо језик пираха, не познају појам граматичког броја.
У другим случајевима, за означавање множине користе се аугментативи (пример: хебрејски).

## Пребројиве и непребројиве именице
Именице се традиционално деле на пребројиве (оне испред којих може стајати број; креда, мачка, тренутак), и непребројиве (од њих се из семантичких разлога избегава облик множине; вино, храброст). 

## Грађење множине

### У фузионим и аглутинативним језицима
Множина се у фузионим и аглутинативним језицима означава морфолошки. На пример, ево примера како се могу формирати множине именица у различитим језицима:
У датим примерима, морфема се користи да означи број. У неким језицима једнина се означава посебном именицом.
- афиксима
  - суфикси:
    - турски:  (« човек/људи »),
    - есперанто:  (« човек/људи »),
    - јапански: (код заменица)  (« ја » ~ « ми »)
    - латински:  (генитив једнине) ~  (генитив множине) « именица господ(ар) »),
    - француски:  (множина се у француском језику често разликује само у писању),
    - енглески:  (суфикс -s је најчешћи ; понегде се користе архаизми попут ),
    - шпански:  ~  « жена/жене »
    - словеначки: jezik « језик » ~  « (два) језика » ~  « (три или више) језика »

  - префикси:
    - конгоански []: dinkongo ~ mankongo « банана/банане » (примери су и сви банту језици) ;

  - симулфикси:
    - арапски:  « књига/књиге » (такозвана „унутрашња множина”),
    - фула []:  « пас/пси » (промена иницијалног сугласника и суфикса),
    - албански:  « монах/монаси(s) » (палатализација завршног сугласника),
    - шкотски гелски:  « кћи/кћери »,
    - енглески: man ~ men « човек/људи » (метафонија),
    - немачки: Vater ~ Väter « отац/очеви » (метафонија) ;

  - супрафикси:
    - санскрит:  (номинатив једнине) ~  (номинатив множине) « коњ/коњи »,
    - латински:  (номинатив једнине) ~  (номинатив множине) « дух(ови) »,

  - дуплирање :
    - сомалски:  « књига/књиге » (дуплирање завршног слога),
    - индонежански: orang  &nbsp;~ orang-orang « човек/људи »
    - наватл: coyôtl&nbsp;~ côcoyoh « којот(и) » (мења се и суфикс),
    - јапански: 人 hito&nbsp;~ 人人 hito-bito « (једна) особа/свака особа » (ово није истинска множина, већ облик дистрибутива). Овакви облици се срећу и у кинеским језицима, попут мандаринског ;
    - клинасто писмо; множина се може означити дуплирањем логограма.
- потпуна замена речи; честа је у индоевропским језицима, посебно код заменица
  - француски: je&nbsp;~ nous « ја/ми »,
  - старогрчки: σύ sú (номинатив једнине) ~  (номинатив множине) « ти/ви »,
  - словенски језици: пољски człowiek&nbsp;~ ludzie, горњолужичкосрпски: čłowjek&nbsp;~ ludźo, словеначки: človek&nbsp;~ ljudje, српски: човек ~ људи
    - У руском језику, термин може да варира у зависности од тога да ли је број који се на њега односи већи од четири:

(једна година / две, три, четири године / пет, шест… година / двадесетједна година / двадесетпет година)

Треба приметити да у неким језицима облик можине изазива више од једне промене у речи: пример из немачког (књига/књиге): , користи симулфикс и суфикс.
У неким језицима множина се често изоставља. На пример, у турском језику kediler значи „мачке”, али се за две мачке каже iki kedi (облик једнине), јер је јасно по броју да се ради о множини. У мађарском: virág — „цвет”; virágok — „цвеће/цветови”; hat virág — „шест цветова”.

### У изолативним језицима
У изолативним језицима, број се не индикује морфолошки, већ по синтаксичком контексту. Пример је мандарински језик, у фрази 我買書 кинески: wǒ mǎi shū, није јасно да ли је купљена једна или више књига. Ова дилема се може разрешити убацивањем речи која означава количину.
Кмерски језик не познаје категорију граматичког броја. Број се специфицира само атрибутима (неколико, мало..). 

### Слагање са бројем
У већини језика глаголи се слажу по броју, пример: фр. je vois (ја видим), nous voyons (ми видимо). Слично се дешава са придевима и члановима. 
Некада граматички број не одговара стварном броју. На пример, у старогрчком језику множина именица средњег рода се слагала са формом глагола у једнини. Форме заменица у множини могу имати функцију изражавања поштовања; разлика у обраћању: ти-Ви, обраћање краљевима у множини итд. 
Колективне именице (стадо, екипа, полиција) у неким језицима иду са обликом једнине, а у некима са обликом множине. 

### Инверзни број
Код северноамеричко индијанских киова-таноан језика може се уочити пример инверзног броја. Ови језици познају једнину, дуал и множину. Све пребројиве именице су сврстане у једну од четири категорије, од којих свака има свој уобичајени број. Уколико је стварни број различит од подразумеваног, именица добија суфикс -ш. На пример, у језику хемез постоје 4 класе именица:
| класа | опис                       | једнина | дуал   | множина |
| ----- | -------------------------- | ------- | ------ | ------- |
|       | именице за жива бића       | -       | -ш     | -ш      |
|       | неке именице за предмете   | -ш      | -ш     | -       |
|       | остале именице за предмете | -       | -ш     | -       |
|       | непребројиве именице       | (нема)  | (нема) | (нема)  |